# Puszcza Mariańska
Puszcza Mariańska (kiedyś Puszcza Korabiewicka) – wieś w Polsce położona w województwie mazowieckim, w powiecie żyrardowskim, w gminie Puszcza Mariańska. Położona nad rzeką Korabiewką (dopływ Rawki).
W skład sołectwa Puszcza Mariańska wchodzi także Olszanka i częściowo Wygoda (ul. Brukowa, ul. Marianów i ul. Mariańska do nr 6).
| SIMC    | Nazwa       | Rodzaj    |
| ------- | ----------- | --------- |
| 0734972 | Czerwoniak  | część wsi |
| 0734989 | Senatorówka | część wsi |

Do 1953 roku miejscowość była siedzibą gminy Korabiewice w województwie łódzkim. W latach 1975–1998 miejscowość administracyjnie należała do województwa skierniewickiego.
Miejscowość jest siedzibą gminy Puszcza Mariańska. We wsi działa Liceum Ogólnokształcące im. Czesława Tańskiego. W miejscowości znajduje się też klasztor księży marianów. Znajdował się tu niegdyś zabytkowy, drewniany kościół z 1755, który spłonął 2 maja 1993. Podjęto próby odbudowania go, jednakże – prawdopodobnie ze względów finansowych – obecnie pozostała niewielka część zabytkowego budynku.
Lasy na skraju wsi stanowią pozostałość puszcz mazowieckich i wchodzą w skład Bolimowskiego Parku Krajobrazowego. Część lasu jest objęta ochroną ścisłą (Rezerwat przyrody Puszcza Mariańska).
10 sierpnia 1683 król Jan III Sobieski w drodze do Wiednia zatrzymał się w tutejszym klasztorze. Według opowieści, władcy śpiącemu pod przyklasztorną lipą, przyśniła się Matka Boska, obiecując mu zwycięstwo pod Wiedniem. Dla jego wojsk słońce miało świecić o godzinę dłużej, co miało zapewnić wygraną. Po wiktorii pod Wiedniem król miał ponownie tu odpoczywać. Uwiarygodnić mają to prezenty pozostawione w czasie drogi powrotnej m.in.: czaprak turecki, z którego uszyto kapę.

## Szlaki piesze
- Jesionka – Puszcza Mariańska – Chojnata (fragment szlaku Miedniewice – Chojnata)
- Puszcza Mariańska – Wycześniak - Stara Rawa - Kurzeszyn